# Actinidia petelotii
Actinidia petelotii là một loài thực vật có hoa trong họ Dương đào. Loài này được Diels mô tả khoa học đầu tiên năm 1931.